# Przyrów
Przyrów é um município no sul da Polônia. Pertence à voivodia de Silésia, no condado de Częstochowa. É a sede da comuna urbano-rural de Przyrów. Situa-se às margens do rio Wiercica, na Pequena Polônia.
Estende-se por uma área de 12,0 km², com 1 144 habitantes, segundo o censo de 31 de dezembro de 2021, com uma densidade populacional de 95,3 hab./km².
Przyrów recebeu o foral de cidade em 1369. Foi privada de seus direitos municipais em 31 de maio de 1870 e incorporada à recém-criada comuna de Przyrów, no condado de Częstochowa. De 1870 a 1954, foi a sede da comuna rural de Przyrów, de 1954 a 1972 da gromada de Przyrów, e, a partir de 1973, da comuna reativada de Przyrów. De 1975 a 1998, pertenceu administrativamente à voivodia de Częstochowa. Em 1 de janeiro de 2024, recuperou a condição de cidade.
A praça principal de Przyrów apresentou o mais alto grau de urbanidade (depois de Koszyce) em pesquisas científicas sobre a morfologia de cidades degradadas pela reforma czarista de 1869–1870.

## História
Przyrów foi fundada como uma cidade em 15 de março de 1369, no território da aldeia de Komorów por Jakub Rechicki de Nagłowice como uma cidade real por Casimiro, o Grande, sob a lei Środa. Nos séculos XV e XVII, houve um desenvolvimento significativo da cidade e um aumento no número de habitantes, mas nos anos de 1655 a 1660 houve um declínio como resultado da invasão sueca (cerca de 70% dos edifícios foram destruídos) e da rebelião de Lubomirski. O declínio da importância de Przyrów também se deveu à mudança na rota da estrada principal de Cracóvia para a Grande Polônia. Ela foi privada de seus direitos municipais em 1870 por um decreto do czar russo Alexandre II de 13 de julho, com 15 outras cidades da gubernia de Piotrków.
Desde o final do século XVIII. Przyrów era habitada por uma comunidade judaica (em 1857 - 954 pessoas, ou 43% da população; em 1921 - 802, cerca de 32%). Havia uma sinagoga e um cemitério. Entre os judeus, havia um grupo de chassídico, associado a Lelów. Em 1940, os alemães montaram um campo de trabalho em Przyrów, onde reuniram mais de 800 judeus. Em 18 de setembro de 1942, todos foram transportados para o gueto em Koniecpol, de onde foram enviados para o campo de extermínio de Treblinka em 7 de outubro e morreram.
Em 8 de janeiro de 1945, a aldeia foi pacificada por um esquadrão de soldados de Vlasov sob o comando da SS. Eles assassinaram 43 pessoas e incendiaram os prédios. Entre 1975 e 1998, a aldeia pertenceu administrativamente à voivodia de Częstochowa.
Em 21 de outubro de 2022, o conselho municipal adotou por unanimidade uma resolução para tomar medidas para dar a Przyrów a condição de cidade. No final de 2022 e início de 2023, começaram as consultas públicas sobre a mudança da classificação de comuna rural para comuna urbano-rural. Em 1 de janeiro de 2024, Przyrów recuperou seus direitos municipais e se tornou a quarta cidade do condado de Częstochowa.
Em janeiro de 2023, a torre de incêndio de madeira na rua Częstochowska, 7a, datada de 1949–1950, foi adicionada ao registro de monumentos.

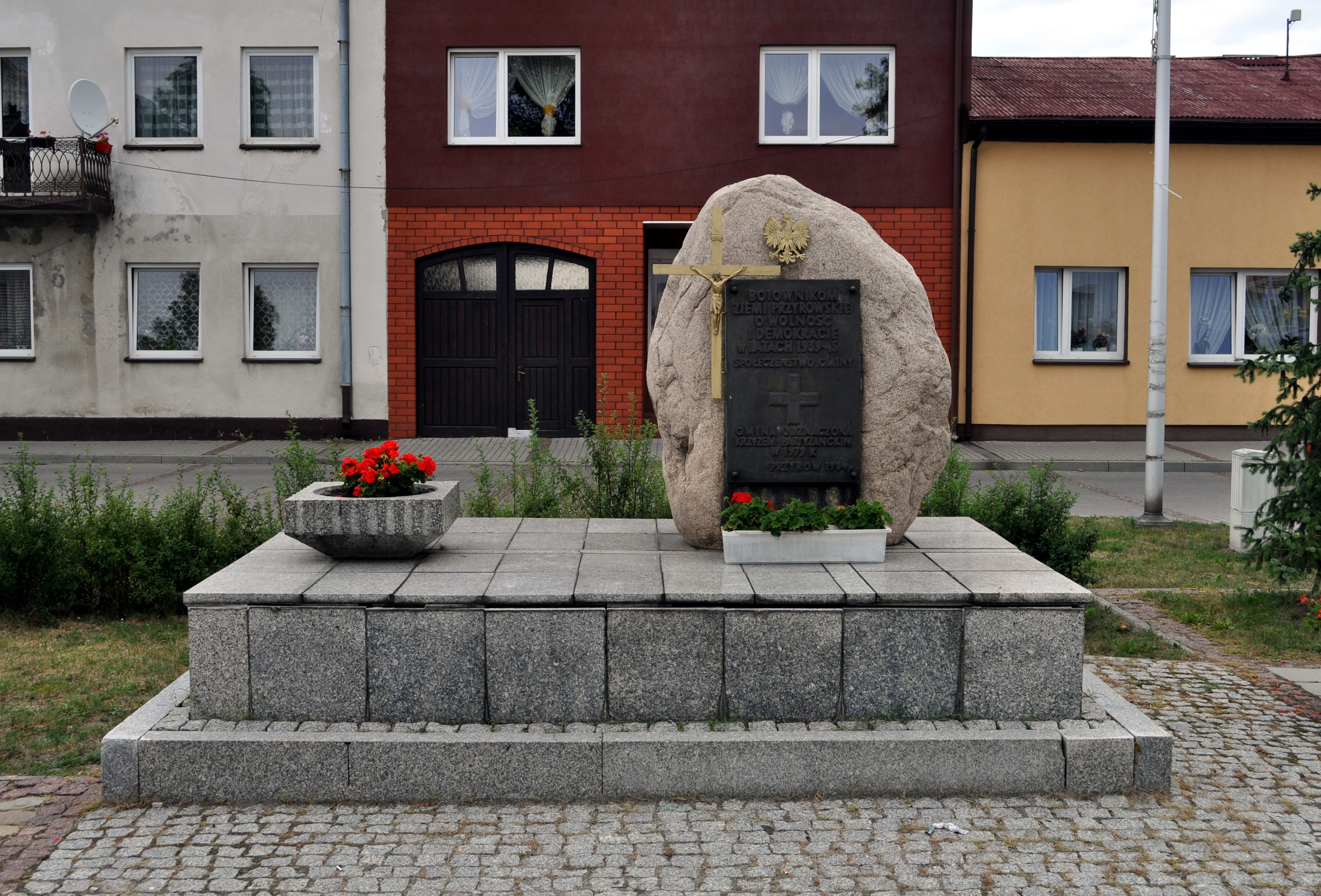
Pedra com placa em homenagem aos habitantes de Przyrów e arredores que morreram durante a Segunda Guerra Mundial
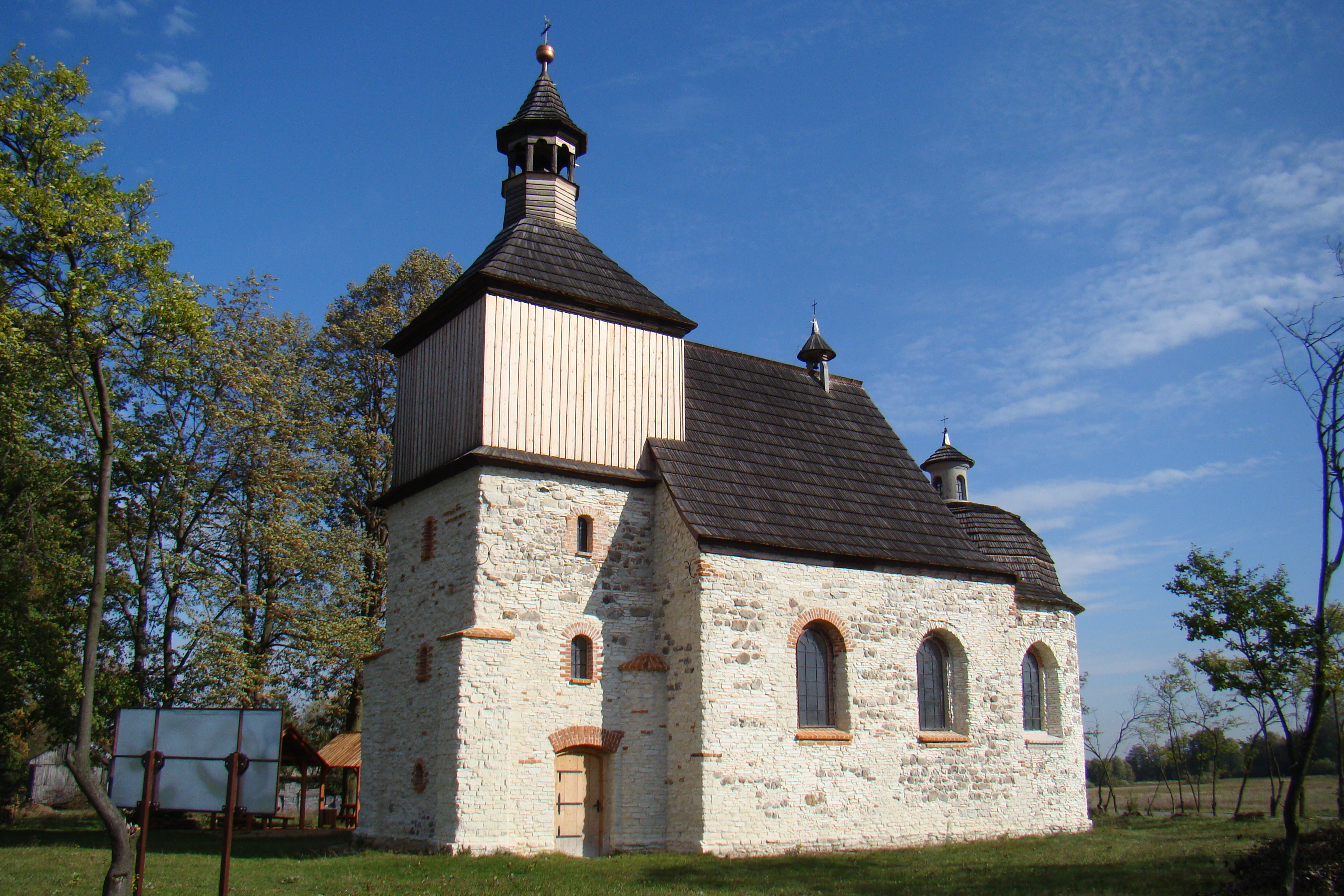
Igreja de São Nicolau
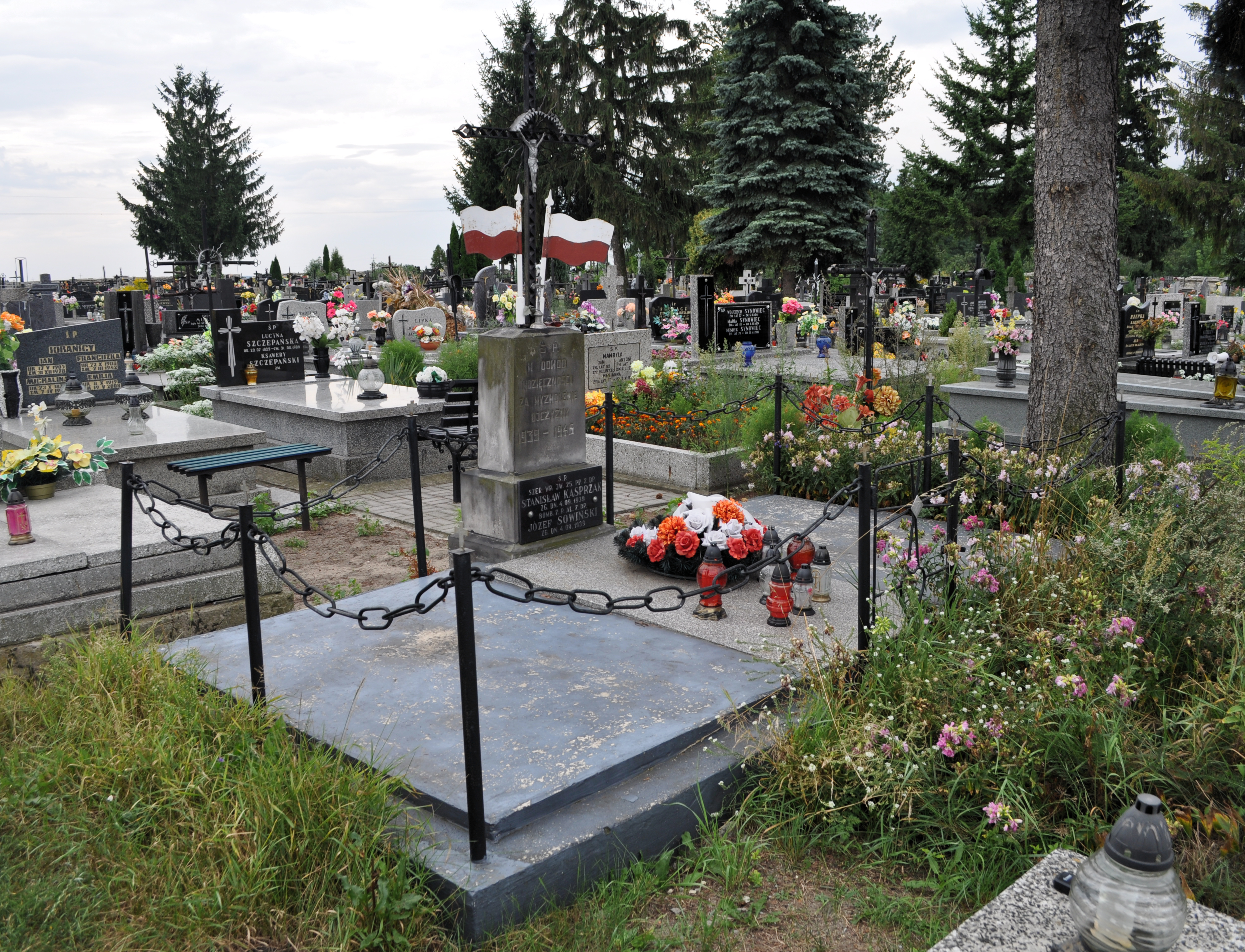
Vala comum dos soldados do Exército Polonês mortos em 4 de setembro de 1939
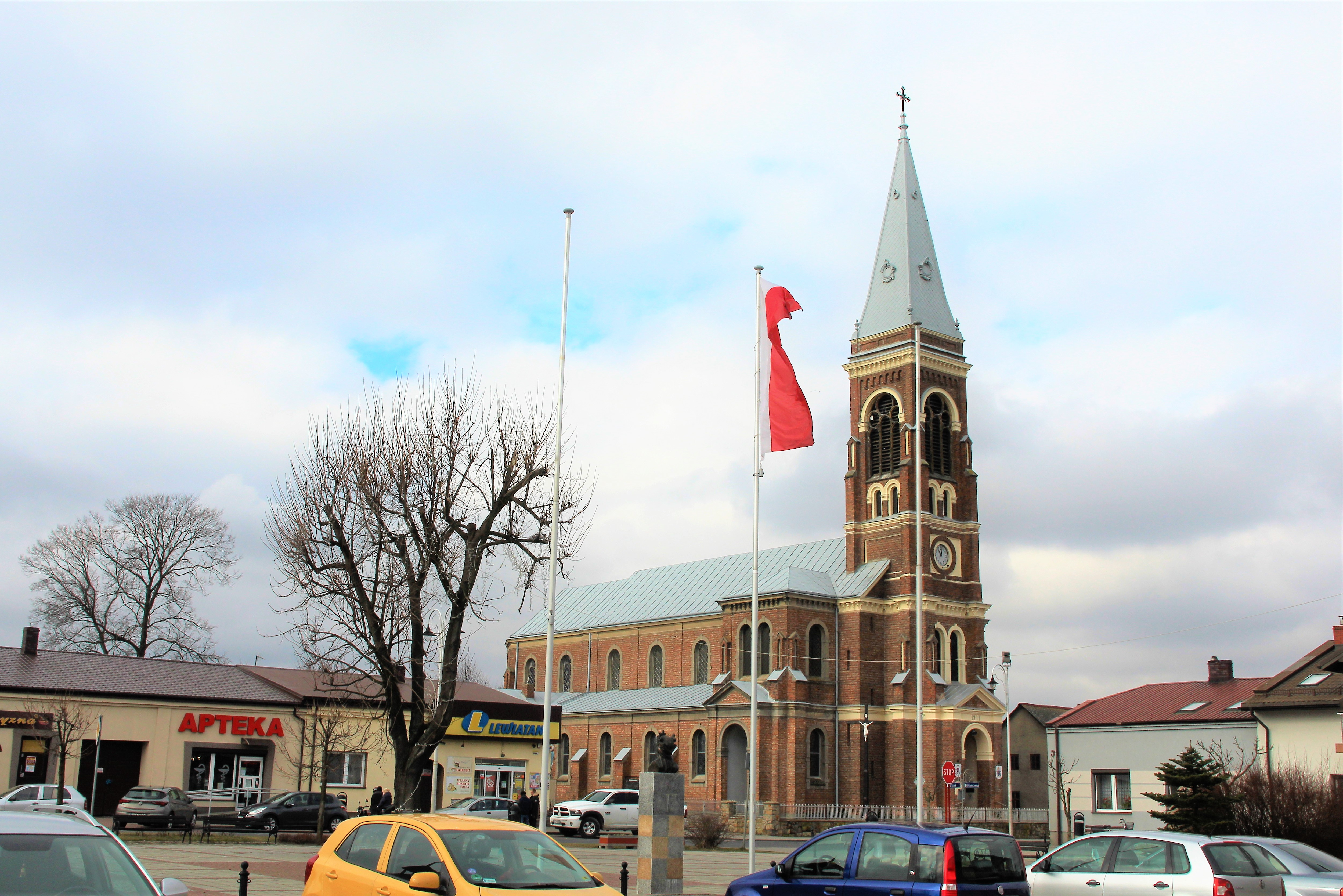
Praça principal